# Hugo Stoffers
Hugo Stoffers (geboren 21. Oktober 1905 in Ahlen; gestorben 17. Mai 1983 in Beckum) war ein deutscher Sozialdemokrat und Bürgermeister sowie Stadtdirektor von Ahlen in Westfalen.

## Leben
Als Jugendlicher wurde Hugo Stoffers Vorsitzender der Sozialistischen Arbeiter-Jugend (SAJ), wo er auch seine spätere Ehefrau Grete Seifert kennenlernte, die aus Dresden stammte. Seit 1928 war er Mitglied der SPD. Bis zum Ende des Zweiten Weltkriegs arbeitete er zunächst als Buchhalter, später als Geschäftsführer in der Schuhfabrik Steinhoff in Ahlen.
Hugo Stoffers war im Jahr 1945 Mitbegründer des TuS Ahlen und wurde Ehrenmitglied dieses Vereins, ebenso wie er als Kanut Ehrenmitglied des SuS Blau-Weiß Ahlen war.
Bei der Kommunalwahl am 17. Oktober 1948 wurde die SPD mit Hugo Stoffers als Spitzenkandidat erstmals die in Ahlen stärkste Partei. Von 1948 bis 1950 war er Bürgermeister der Stadt Ahlen, die zu jener Zeit etwa 40.000 Einwohner hatte, von denen viele Flüchtlinge waren. Bei der Bundestagswahl 1949 kandidierte er, ohne Erfolg, für die SPD. Er unterstützte den jungen Flüchtling Imo Moszkowicz, als dieser in seine Heimatstadt zurückkehrte, und vermittelte ihm eine Anstellung in der Stadtverwaltung.
Im Herbst 1950 wollten SPD und KPD den amtierenden Bürgermeister Hugo Stoffers mit der neugeschaffenen Stelle eines 1. Beigeordneten betrauen. Dagegen sperrte sich die CDU. Stoffers, so die CDU, habe nicht die für dieses Amt erforderliche Verwaltungslaufbahn absolviert. Sie verhinderte Stoffers’ Wahl, indem ihre Fraktion aus dem Rat auszog. Damit war der Rat arbeitsunfähig, Neuwahlen wurden nötig. Die außerplanmäßige Kommunalwahl am 25. Februar 1951 gewann die SPD. Der neue Stadtrat wählte Stoffers zu Stadtdirektor. Am 1. August 1951 trat er sein Amt an und übte es bis 1963 aus.

## Ehrungen
- Nach ihm ist das Hugo-Stoffers-Stift, ein Altersheim in Ahlen, benannt.